# Bereitet die Wege, bereitet die Bahn!, BWV 132

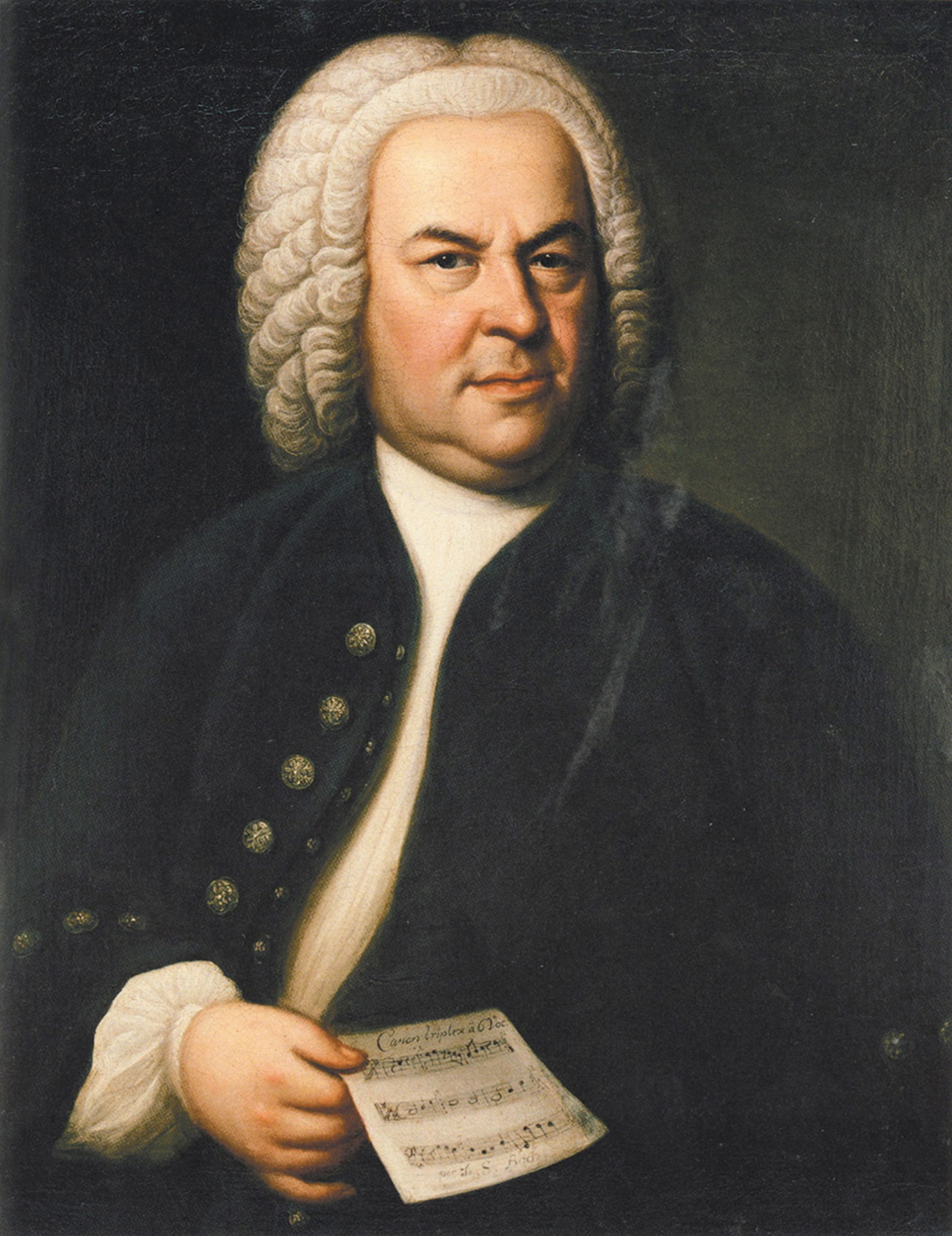
Johann Sebastian Bach, compositor de la cantata.

Bereitet die Wege, bereitet die Bahn! (¡Preparad los caminos, preparad los senderos!), BWV 132, es una cantata de iglesia compuesta por Johann Sebastian Bach en Weimar en 1715 para el cuarto domingo de Adviento y dirigió la primera interpretación el 22 de diciembre de ese mismo año.
Bach había comenzado a componer cantatas regulares un año antes cuando fue ascendido a concertino en la corte de Weimar, escribiendo una cantata por mes para ser interpretada en la Schlosskirche, la capilla de la corte en el palacio ducal. Bereitet die Wege, bereitet die Bahn! fue su primera cantata para el cuarto domingo de Adviento. El libreto del poeta de la corte Salomo Franck está relacionado con la lectura del Evangelio prescrita para el día, el testimonio de Juan el Bautista. Franck deriva de él pensamientos sobre el bautismo como una preparación del cristiano individual al que se dirige como una extremidad de Cristo.
Bach estructuró la música en seis movimientos de arias y recitativos alternados, y la compuso para un pequeño conjunto de cuatro partes vocales, oboe, cuerdas y bajo continuo. Las voces se combinan sólo en la coral de cierre, la quinta estancia del himno «Herr Christ, der einig Gotts Sohn» de Elisabeth Cruciger. La música de la coral, que posiblemente estaba en una hoja diferente, se perdió pero puede ser reemplazada por la configuración de la misma estancia en una cantata diferente. En su composición, Bach sigue de cerca la imaginería barroca de Franck, ilustrando, por ejemplo, el agua bautismal.

## Historia y texto
El 2 de marzo de 1714, Bach fue nombrado concertino de la capilla de la corte de Weimar de los duques correinantes Guillermo Ernesto y Ernesto Augusto de Sajonia-Weimar. Como concertino, asumió la responsabilidad principal de componer nuevas obras, específicamente cantatas para la Schlosskirche (iglesia del palacio), con una frecuencia mensual. Escribió esta cantata para el cuarto domingo de Adviento y la fechó él mismo.
Las lecturas prescritas para el domingo fueron de la Epístola a los filipenses, «Regocijaos en el Señor siempre» (Filipenses 4:4-7), y del Evangelio de Juan, el testimonio de Juan el Bautista (Juan 1:19-28). El texto de la cantata lo escribió el poeta de la corte Salomo Franck y fue publicado en la colección Evangelisches Andachts-Opffer en 1715. Incluyó la quinta estancia del himno «Herr Christ, der einig Gotts Sohn» (1524) de Elisabeth Cruciger. Franck parafrasea en la primera aria el pasaje del Libro de Isaías que se cita en el evangelio prescrito, «Bereitet dem Herrn den Weg» (Prepara el camino para el Señor, Isaías 40:3-4). El mismo pasaje de Isaías aparece al comienzo del Mesías de Händel. Franck también se refiere al bautismo como una forma de preparación. Se trata al cristiano individual como una extremidad de Cristo.
Bach dirigió la primera interpretación de la cantata el 22 de diciembre de 1715 en la capilla ducal. No pudo interpretar de nuevo la obra en Leipzig porque allí se guardaba tempus clausum durante el Adviento. La cantata se publicó por primera vez en 1881 en la edición Bach Gesellschaft, editada por Wilhelm Rust.

## Estructura y partitura
Bach estructuró la cantata en seis movimientos, alternando arias y recitativos, concluidos por una coral. Como en varias otras cantatas sobre textos de Franck, está escrita para un pequeño conjunto de cuatro solistas vocales (soprano —S—, alto —A—, tenor —T— y bajo —B—), y un conjunto de instrumentos barrocos compuesto por oboe (Ob), dos violines (Vl), viola (Va), violonchelo (Vc) y bajo continuo (Bc), incluyendo fagot. Sólo se necesita un coro para la coral, si es que se necesita. El título de la partitura autógrafa dice: «Dominicâ 4 Adventus Xsti Concerto. / Bereitet die Wege, bereitet die Bahn. / â 9. / 1 Hautbois. / 2 Violini / 1 Viola / Violoncello. / S:A:T:B: / col Basso per l'Organo / di / GSBach». La duración es de 22 minutos. La música de la coral se perdió; es posible que la hubiera anotado en un arreglo simple en una hoja separada, como en el caso similar de Nur jedem das Seine, BWV 163, compuesta cuatro semanas antes. A efectos prácticos, se puede usar el mismo verso que cierra Ihr, die ihr euch von Christo nennet, BWV 164, de 1725.
En la siguiente tabla de movimientos, la partitura sigue la Neue Bach-Ausgabe y las abreviaturas para voces e instrumentos la lista de cantatas de Bach. Las tonalidades y tiempos se toman de Alfred Dürr, utilizando el símbolo  para el compás de tiempo común (4/4). Los instrumentos se muestran por separado para vientos y cuerdas, mientras que no se muestra el bajo continuo, ya que toca durante toda la obra.
| N.º | Título                                               | Texto    | Tipo       | Vocal | Vientos        | Cuerdas    | Tonalidad | Tiempo            |
| --- | ---------------------------------------------------- | -------- | ---------- | ----- | -------------- | ---------- | --------- | ----------------- |
| 1   | Bereitet die Wege, bereitet die Bahn                 | Franck   | Aria       | S     | Ob             | 2Vl Va     | la mayor  | 6 8               |
| 2   | Willst du dich Gottes Kind und Christi Bruder nennen | Franck   | Recitativo | T     |                |            |           | cuatro por cuatro |
| 3   | Wer bist du? Frage dein Gewissen                     | Franck   | Aria       | B     |                | Vc         | mi mayor  | cuatro por cuatro |
| 4   | Ich will, mein Gott, dir frei heraus bekennen        | Franck   | Recitativo | A     |                | 2Vl Va     |           | cuatro por cuatro |
| 5   | Christi Glieder, ach bedenket                        | Franck   | Aria       | A     |                | Vl solista | si menor  | cuatro por cuatro |
| 6   | Ertöt uns durch deine Güte                           | Cruciger | Coral      | SATB  | música perdida |            |           | cuatro por cuatro |

## Música

### «Bereitet die Wege, bereitet die Bahn!»

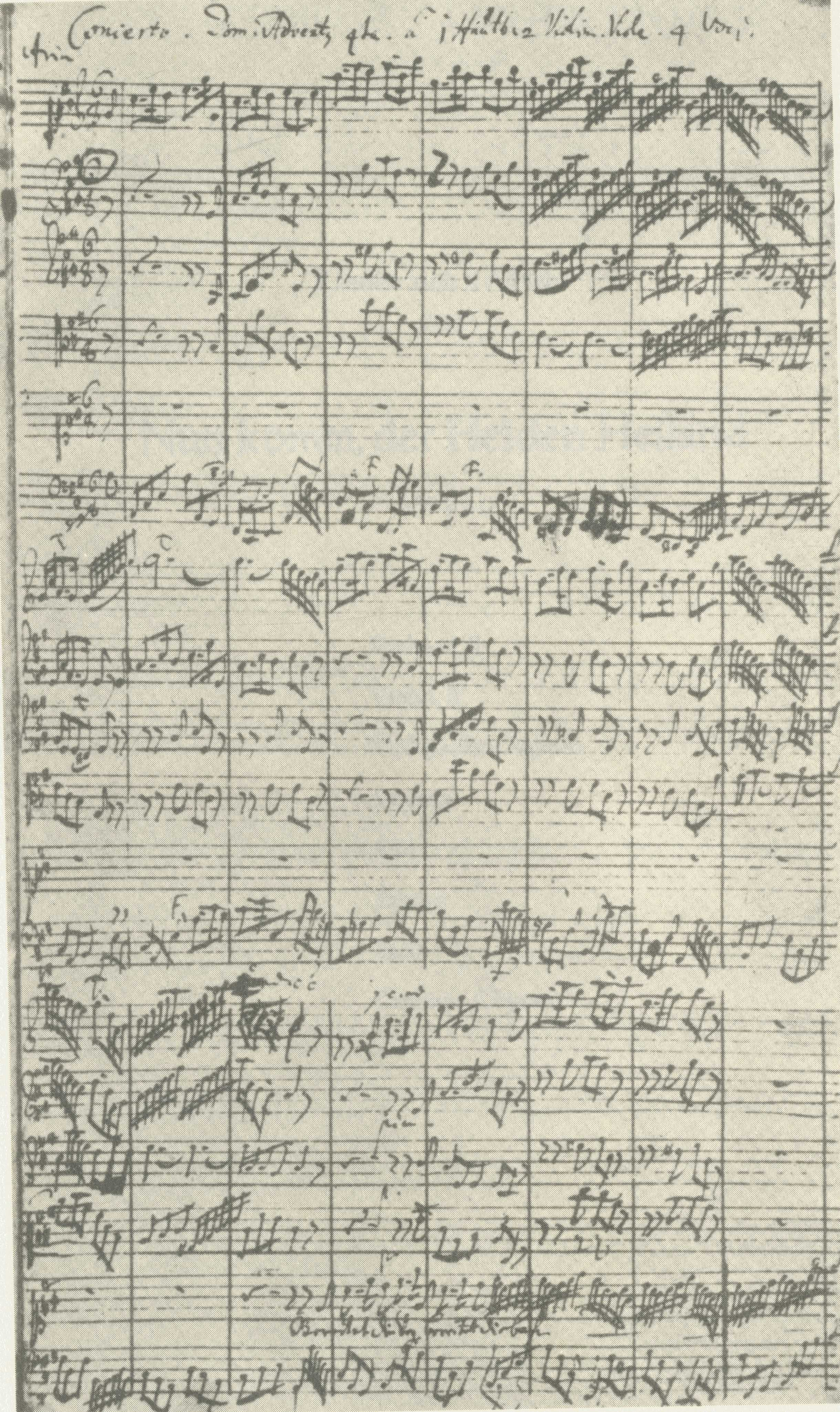
Primera página de la partitura autógrafa, titulada «Concerto Dom. Adventus 4ta. â 1 Hautb. 2 Violini. Viola. 4 Voci».

La primera aria, «Bereitet die Wege, bereitet die Bahn!» (¡Preparad los caminos, preparad los senderos!), está en forma da capo en un compás de 6
8, acompañado por el conjunto completo. La soprano rinde sus llamadas para preparar los caminos en melismas de varios compases de semicorcheas. John Eliot Gardiner, quien dirigió la Bach Cantata Pilgrimage en 2000, describe el carácter del movimiento de «gracia despreocupada y flotabilidad veloz acorde con una giga lenta o un loure francés». El oboe agrega figuración virtuosa y trinos, que recuerdan la música secular de Bach. El aria se concluye con gritos de júbilo: «Messias kömmt an» (Llega el Mesías).

### «Willst du dich Gottes Kind und Christi Bruder nennen»
El recitativo para tenor, «Willst du dich Gottes Kind und Christi Bruder nennen» (Si quieres llamarte hijo de Dios y hermano de Cristo), contiene extensos pasajes arioso, para enfatizar «der Christen Kron und Ehre» (la gloria y la honra del cristiano) y «Wälz ab die schweren Sündensteine» (retira las pesadas piedras del pecado). La voz y el continuo a veces se ponen en imitación, una imagen para el Nachfolge (sucesor), ya que van juntos para expresar la unidad lograda, en las palabras «daß er mit dir im Glauben sich vereine» (para que en la fe se una contigo).

### «Wer bist du? Frage dein Gewissen»
En el aria del bajo, «Wer bist du? Frage dein Gewissen» (¿Quién eres? Interroga a tu conciencia), la pregunta «Wer bist du?» (¿Quién eres?), planteada por los sacerdotes a San Juan, en el Evangelio, se da al bajo como la vox Christi, como si Jesús hiciera esta pregunta al oyente. El violonchelo a menudo juega un «papel de concertante». Su primer motivo expresa la pregunta y se repite a lo largo del movimiento, y de él se deriva la línea vocal.

### «Ich will, mein Gott, dir frei heraus bekennen»
La expresiva declamación del recitativo alto, «Ich will, mein Gott, dir frei heraus bekennen» (Quiero confesarte sinceramente, Dios mío), se destaca por los acordes de las cuerdas. 

### «Christi Glieder, ach bedenket»
Un solo de violín acentúa el aria contralto, «Christi Glieder, ach bedenket» (Ah, cristianos, considerad), posiblemente inspirado en las palabras «Christus gab zum neuen Kleide roten Purpur, weiße Seide» (Cristo dio por nuevo vestido
rojo púrpura y blanca seda). Gardiner lo interpreta como «el efecto limpiador del agua bautismal». El musicólogo Julian Mincham apoya esto, afirmando: «Bach rara vez desaprovecha las oportunidades de crear imágenes musicales de agua purificadora cuando se menciona el acto del bautismo. Este es el punto de partida de su invención de la melodía del violín obbligato».

### «Ertöt uns durch deine Güte»
El arreglo a cuatro voces de la coral de cierre, «Ertöt uns durch deine Güte» (Revívenos con tu bondad), se perdió, pero se puede tomar de Ihr, die ihr euch von Christo nennet, BWV 164, trasladado a la mayor.